# Catephia minor
Catephia minor là một loài bướm đêm trong họ Erebidae.